# Château japonais de Gijang
Le château japonais de Gijang (Hangul: 기장 죽성리왜성, japonais: 機張城, anglais: Waeseong in Jukseong-ri, Gijang) est situé à Gijang-gun près de Busan en Corée du Sud. Il s'agit d'une forteresse en pierre construite par le général japonais, Kuroda Nagamasa pour défendre la région contre l'armée coréenne de Joseon, vers le mois de juin 1593, au cours de la deuxième année des invasions japonaises. 
Ce mur-forteresse construit sur le bastion de la côte à l'arrière du village de Jukseong-ri, occupe une superficie de 11 176 pyeongs (pyeong = unité de surface durant la période Joseon), pour environ 300 m de circonférence, 4 m de hauteur et deux étages. Il est appelé la forteresse Gijang au Japon. Il est placé au point stratégique reliant la forteresse Seosaengpo Waeseong à Ulsan, la forteresse Hakseong et la forteresse Busanjinjiseong. À l'origine, il a été construit avec les pierres qui avaient autrefois constitué la forteresse Dumoposeong, aussi reste-t-il encore les pierres de fondation de celle-ci dans une rangée autour des villages de Dumopo.
Aujourd'hui, les zones environnant la forteresse sont utilisées comme champs agricoles, mais le mur de pierre reste relativement bien maintenu dans son état d'origine.